# Bonito de Clermont
Bonito de Clermont o san Bonito (623–706) fue obispo de Clermont y de los arvernios
Bonito nació en Francia y consiguió una importante influencia, hasta llegar a ser gobernador de Marsella en 667.  Posteriormente fue elevado al episcopado para ocupar el lugar de su hermano Avito. Diez años más tarde renunció a la sede, se retiró al monasterio de Manglieu y, después de peregrinar a Roma, al regreso murió en Lyon. 
Es conocida su amistad con Sigeberto III y Genesio, conde de Clermont.